# Distrito electoral de Webster n.º 5
Webster No. 5 Precinct es una subdivisión territorial inactiva del condado de Pope, Illinois, Estados Unidos. Según el censo de 2020, tiene una población de 739 habitantes.

## Geografía
La subdivisión está ubicada en las coordenadas 37°24′10″N 88°39′26″O / 37.40278, -88.65722 (37.40276, -88.657308). Según la Oficina del Censo de los Estados Unidos, tiene una superficie total de 181.70 km², de la cual 178.96 km² corresponden a tierra firme y 2.84 km² son agua.

## Demografía
Según el censo de 2020, hay 739 personas residiendo en la zona. La densidad de población es de 4,13 hab./km². El 88.77% de los habitantes son blancos, el 3.11% son afroamericanos, el 0.27% son amerindios, el 0.95% son asiáticos, el 1.35% son de otras razas y el 5.55% son de una mezcla de razas. Del total de la población, el 3.92% son hispanos o latinos de cualquier raza.